# フィリップ・オノレ
オノレ (Honoré、本名 フィリップ・オノレ (Philippe Honoré)、1941年11月25日 - 2015年1月7日) はフランスの風刺画家・イラストレーター。

## 経歴
アリエ県ヴィシーに生まれ、1950年代末頃に母親とともにピレネー＝アトランティック県ポーに越した。
16歳のときからすでに新聞に挿絵を掲載し始めた。最初はインダストリアルデザイナーとして採用されたが、その後、風刺画家として『ル・モンド』、『リベラシオン』、『アラキリ』、『レザンロキュプティブル (Les Inrockuptibles)』、『ル・マガジーヌ・リテレール (Le Magazine littéraire)』など多くの新聞に風刺画を掲載した。また、『プチ・ラルース』2010年版にもイラストを掲載している。
1992年に活動を再開した『シャルリー・エブド』に参加し、以後、毎回風刺画を掲載していた。他の風刺画家とはかなり違った、木版画を思わせる画を描いている。
2015年1月7日のシャルリー・エブド襲撃事件でイスラム過激派に殺害された。
他の犠牲者とともにレジオンドヌール勲章シュヴァリエを授与された。